# Rheumaptera meadiata
Rheumaptera meadiata är en fjärilsart som beskrevs av Alpheus Spring Packard 1896. Rheumaptera meadiata ingår i släktet Rheumaptera och familjen mätare. Inga underarter finns listade.